# Associació Cultural dels Raiers de la Noguera Pallaresa
L'Associació Cultural dels Raiers de la Noguera Pallaresa va ser creada el 1979 amb l'objectiu de rememorar l'antic ofici de raier, molt popular fins als primers anys del segle xx a la Pobla de Segur i zones de muntanya. Aquest ofici consistia a transportar fusta pel riu en basses fetes amb troncs lligats amb cordes, estrets i llargs, anomenats rais.
De la pèrdua d'un ofici d'una gran importància a les nostres contrades ha esdevingut l'Associació Cultural dels Raiers de la Noguera Pallaresa de la Pobla de Segur i el Pont de Claverol.
El 2003 va rebre la Creu de Sant Jordi en reconeixement del treball que desenvolupa per a la recuperació de la memòria del tradicional ofici dels raiers, i l'estudi i la difusió de tot el que l'envolta. L'Associació s'expressa a través d'un seguit d'iniciatives, com la Diada dels Raiers -que s'organitza a partir del 1979, el Museu dels Raiers del Pont de Claverol (Pallars Jussà), l'impuls d'una associació internacional i de trobades d'aquest àmbit o l'edició de materials.